# هبيوليتو رويز لوبيز
هبيوليتو رويز لوبيز (1754-1815) (بالإنجليزية: Hipólito Ruiz López)‏ هو عالم نبات إسباني.